# Gustavo Velázquez
Víctor Gustavo Velázquez Ramos (ur. 17 kwietnia 1991 w Villa del Rosario) – paragwajski piłkarz występujący na pozycji środkowego obrońcy, od 2022 roku zawodnik argentyńskiego Newell’s Old Boys.